# Чарльз Старретт
Чарльз Старретт) (англ. Charles Starrett), 28 березня 1903 — 22 березня 1986) — американський кіноактор, який отримав найбільшу популярність за участь в вестернах.

## Біографія
Чарльз Старретт відомий за роль Durango Kid. Народився 28 березня 1903 Атол, Массачусетс, США. У 1922 році, Старретт відправився на навчання до Дартмутського коледжу.
У 1937 році Старретт знявся в трьох вестернах, у всіх його партнершой була Барбара Вікс: «Правосуддя одинака» (англ. One Man Justice), «Грубий шериф» (англ. Two-Fisted Sheriff) і «Стара стежка в Вайомінг» (англ. Old Wyoming Trail).. Помер у 82 роки.

## Вибрана фільмографія
- The Kid from Broken Gun (1952) — Steve Reynolds / The Durango Kid
- Junction City (1952) — Steve Rollins / Durango Kid
- The Rough, Tough West (1952) — Steve Holden / The Durango Kid
- Laramie Mountains (1952) — Steve Holden / The Durango Kid
- The Hawk of Wild River (1952) — Steve Martin / The Durango Kid
- Smoky Canyon (1952) — Steve Brent / The Durango Kid
- Pecos River (1951) — Steve Baldwin / The Durango Kid
- The Kid from Amarillo (1951) — Steve Ransom / The Durango Kid
- Cyclone Fury (1951) — The Durango Kid / Steve Reynolds
- Bonanza Town (1951) — Steve Ramsay / The Durango Kid
- Snake River Desperadoes (1951) — Steve Reynolds / The Durango Kid
- Fort Savage Raiders (1951) — Steve Drake / The Durango Kid
- Ridin 'the Outlaw Trail (1951) — Steve Forsythe / The Durango Kid
- Prairie Roundup (1951) — Steve Carson / The Durango Kid
- Lightning Guns (1950) — Steve Brandon / Durango Kid
- Frontier Outpost (1950) — Steve Lawton / Durango Kid
- Raiders of Tomahawk Creek (1950) — Steve Blake / Durango Kid
- Across the Badlands (1950) — Steve Ransom / Durango Kid
- Streets of Ghost Town (1950) — Steve Woods / The Durango Kid
- Texas Dynamo (1950) — Steve Drake / Durango Kid
- Outcasts of Black Mesa (1950) — Steve Norman / Durango Kid
- Trail of the Rustlers (1950) — Steve Armitage / The Durango Kid
- Renegades of the Sage (1949) — Steve Duncan / Durango Kid
- Вершники з гір (1949) Horsemen of the Sierras — US Marshal Steve Saunders / Durango Kid
- Bandits of El Dorado (1949) — Texas Ranger Steve Carson / The Durango Kid
- South of Death Valley (1949) — Steve Downey aka The Durango Kid
- The Blazing Trail (1949) — Steve Allen / The Durango Kid
- Laramie (1949) — Steve Holden / Durango Kid
- Desert Vigilante (1949) — Steve Woods / The Durango Kid
- Challenge of the Range (1949) — Steve Roper / The Durango Kid
- Quick on the Trigger (1948) — Sheriff Steve Warren / Durango Kid
- El Dorado Pass (1948) — The Durango Kid
- 1933 — Наречена джунглів
- 1930 — Королівська сім'я з Бродвею